# Rahimatpur
Rahimatpur é uma cidade  no distrito de Satara, no estado indiano de Maharashtra.

## Geografia
Rahimatpur está localizada a 17° 36′ N, 74° 12′ L. Tem uma altitude média de 657 metros (2155 pés).

## Demografia
Segundo o censo de 2001, Rahimatpur tinha uma população de 16,539 habitantes. Os indivíduos do sexo masculino constituem 51% da população e os do sexo feminino 49%. Rahimatpur tem uma taxa de literacia de 72%, superior à média nacional de 59.5%: a literacia no sexo masculino é de 78% e no sexo feminino é de 67%. Em Rahimatpur, 12% da população está abaixo dos 6 anos de idade.